# Piedicorte-di-Gaggio
Piedicorte-di-Gaggio är en kommun i departementet Haute-Corse på ön Korsika i Frankrike. Kommunen ligger i kantonen Bustanico som tillhör arrondissementet Corte. År 2022 hade Piedicorte-di-Gaggio 109 invånare.

## Befolkningsutveckling
Antalet invånare i kommunen Piedicorte-di-Gaggio
Referens:INSEE